# Freaks (Pulp)
Freaks (sottotitolato Ten Stories About Power, Claustrophobia, Suffocation and Holding Hands) è il secondo album in studio del gruppo alternative rock britannico Pulp, pubblicato nel 1987.

## Tracce
Side 1
1. Fairground – 5:07
2. I Want You – 4:42
3. Being Followed Home – 6:03
4. Master of the Universe – 3:22
5. Life Must Be So Wonderful – 3:59

Side 2
1. There's No Emotion – 4:28
2. Anorexic Beauty – 2:59
3. The Never-Ending Story – 3:01
4. Don't You Know – 4:09
5. They Suffocate at Night – 6:17

## Formazione
- Jarvis Cocker - voce, chitarra, batteria (7)
- Russell Senior - chitarra, violino, voce (1,7)
- Candida Doyle - tastiere, cori
- Peter Mansell - basso
- Magnus Doyle - batteria